# Milano-Torino 1911
La Milano-Torino 1911, sesta edizione della corsa, si svolse l'11 settembre 1911 su un percorso di 222 km. La vittoria fu appannaggio del francese Henri Pélissier, che completò il percorso in 8h40'00", precedendo gli italiani Carlo Durando e Domenico Allasia.

## Ordine d'arrivo (Top 10)
| Pos. | Corridore        | Squadra       | Tempo    |
| ---- | ---------------- | ------------- | -------- |
| 1    | Henri Pélissier  | -             | 8h40'00" |
| 2    | Carlo Durando    | S.S. Torino   | s.t.     |
| 3    | Domenico Allasia | Peugeot       | s.t.     |
| 4    | Giuseppe Santhià | Fiat          | s.t.     |
| 5    | Pietro Aymo      | Fiat          | a 2'00"  |
| 6    | Pierino Albini   | Atala-Dunlop  | a 3'00"  |
| 7    | Ernesto Azzini   | Legnano       | s.t.     |
| 8    | Alfredo Sivocci  | Senior-Polack | s.t.     |
| 9    | Domenico Cittera | Legnano       | s.t.     |
| 10   | Luigi Ganna      | Atala-Dunlop  | s.t.     |